# Făină

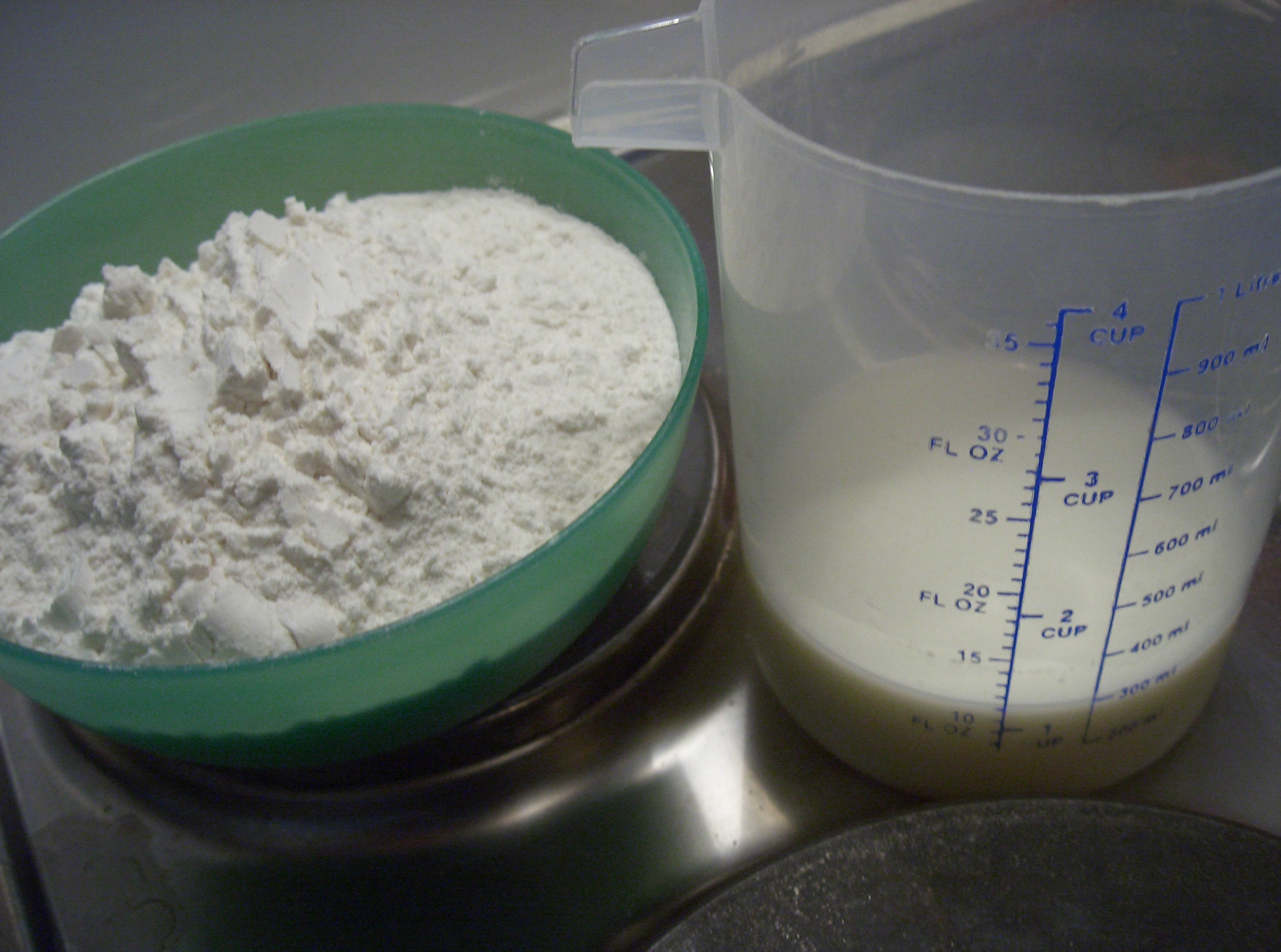
Făină și lapte

Făina este un produs alimentar obținut prin măcinarea sub formă de pulberea a semințelor de cereale sau a altor semințe de plante sau rădăcini (cum ar fi de Cassava), fiind principalul ingredient din care se produce pâinea — aliment de bază în multe culturi. Făina din semințe de grâu este unul dintre cele mai importante alimente europene, din America de Nord, Orientul Mijlociu și nordul Africii. Făina din boabe de porumb se numește mălai și a fost descoperită în jurul secolului al IX-lea î.Hr.; era obținută prin zdrobirea semințelor între două pietre de moară.
Făina se obține și prin măcinarea altor materii cum ar fi: boiaua rezultată prin măcinarea ardeiului uscat în prealabil, cafeaua obținută prin măcinarea boabelor de cafea, ambele folosite în alimentație, făina de muștar folosită în alimentație și cu rol medicinal.
De asemenea, există făină animală, produs obținut din cadavre de animale, resturi de la fabricile de conserve, sterilizat, folosit pentru hrana puilor, a păsărilor ouătoare și a porcilor. Din această categorie face parte și făina de pește ce se obține din pești inferiori și necomestibili sau din resturile de conserve de la fabricile de pește. Făina de oase sub formă de pulbere fină obținută prin măcinarea oaselor este folosită ca supliment în hrana animalelor, dar și ca îngrășământ în agricultură.

## Etimologie
Cuvântul provine din latinescul farina și este un rezultat al asimilării „r” → „n” și apoi „n” → „n”, evoluție fonetică atestată de var. (arh.) „fărină”, „fănină” (Banat), „fărină” (meglenoromână), „farirę” (istroromână).